# Spilosoma infernalis
Spilosoma infernalis är en fjärilsart som beskrevs av Butler 1877. Spilosoma infernalis ingår i släktet Spilosoma och familjen björnspinnare. Inga underarter finns listade i Catalogue of Life.